# Sankt Martin, Graubünden
Sankt Martin är en ort och tidigare kommun i regionen Surselva i kantonen Graubünden, Schweiz. Den är sedan 2015 en del av kommunen Vals. Sankt Martin ligger i nedre delen av Valsertal, dalen som genomströmmas av Valser Rhein, vilken är ett av floden Rhens biflöden.
På 1300-talet bebyggdes området av inflyttade walsertyskar, och är sedan dess en tyskspråkig bygd i en annars huvudsakligen rätoromansk region. 
Kyrkan är katolsk och byggdes 1345, medan den lilla reformerta minoriteten söker sig till kyrkan i Duvin. Politiskt hörde St. Martin till Tersnaus (nu en del av kommunen Lumnezia) fram till 1878, då den bildade en egen kommun. 
Vid en folkomröstning 14 april 2014 sade en överväldigande majoritet av de röstande i St. Martin och den mångdubbelt större grannkommunen Vals ja till en kommunsammanslagning som trädde i kraft 2015. Det innebar på sätt och vis en formalisering av ett redan fullbordat faktum, eftersom St. Martin var alltför litet för att bedriva egen kommunal verksamhet, som istället köptes av Vals. Kommunen var vid sitt upphörande en av de allra minsta kommunerna i såväl kantonen som hela landet.